# Zygmunt Rychert
Zygmunt Rychert (ur. 2 maja 1947 w Gdańsku) – dyrygent i kompozytor, związany z filharmoniami w Warszawie i Gdańsku oraz teatrami operowymi w Bydgoszczy i Gdańsku.

## Życiorys
Studiował dyrygenturę w Państwowej Wyższej Szkole Muzycznej w Poznaniu u prof. Witolda Krzemieńskiego oraz kompozycję pod kierunkiem Floriana Dąbrowskiego. Dyplom tej uczelni uzyskał w 1971. Rok wcześniej został laureatem Międzynarodowego Konkursu Dyrygentów w Katowicach. Zdobywał też liczne nagrody na konkursach kompozytorskich. Po studiach pełnił funkcje asystenta dyrygenta Witolda Rowickiego, w Filharmonii Narodowej w Warszawie. Uczestniczył w licznych podróżach zagranicznych tej orkiestry. W 1974 założył, jako szef artystyczny, i prowadził do 1981 orkiestrę Filharmonii Bałtyckiej. Ponownie pracował w niej w latach 1998–2003.
W latach 1982–1984 i 1986–1989 był dyrygentem i kierownikiem artystycznym Państwowej Opery w Bydgoszczy. Przygotował kilka premier operowych, operetkowych i baletowych (Otello, Carmen, Cyrulik sewilski, Flis, Verbum nobile, Pan Twardowski, Ptasznik z Tyrolu i inne). Współpracował także z bydgoską Akademią Muzyczną, przygotowując Akademicką Orkiestrę Symfoniczną i solistów - studentów tej uczelni do koncertów dyplomowych, organizowanych corocznie w sali koncertowej Filharmonii Pomorskiej w Bydgoszczy.
Po odejściu z bydgoskiej opery, od 1992 pełnił funkcję dyrygenta i kierownika muzycznego Opery Bałtyckiej w Gdańsku. Współpracował także z Toruńską Orkiestrą Kameralną oraz często pojawiał się na estradach różnych filharmonii w Polsce, m.in. Filharmonii Pomorskiej. Dokonał wielu nagrań płytowych z różnymi orkiestrami oraz dla Polskiego Radia i Telewizji. W latach 2003–2009 prowadził Filharmonię Szczecińską.
Od 2011 profesor tytularny sztuki muzycznej.

## Nagrody i odznaczenia
- Złoty Medal „Zasłużony Kulturze Gloria Artis” – 7 kwietnia 2025[4]
- Złoty Krzyż Zasługi – 2005[5]
- Nagroda Miasta Gdańska w Dziedzinie Kultury "Splendor Gedanensis" – 2002[6]